# Schlémil

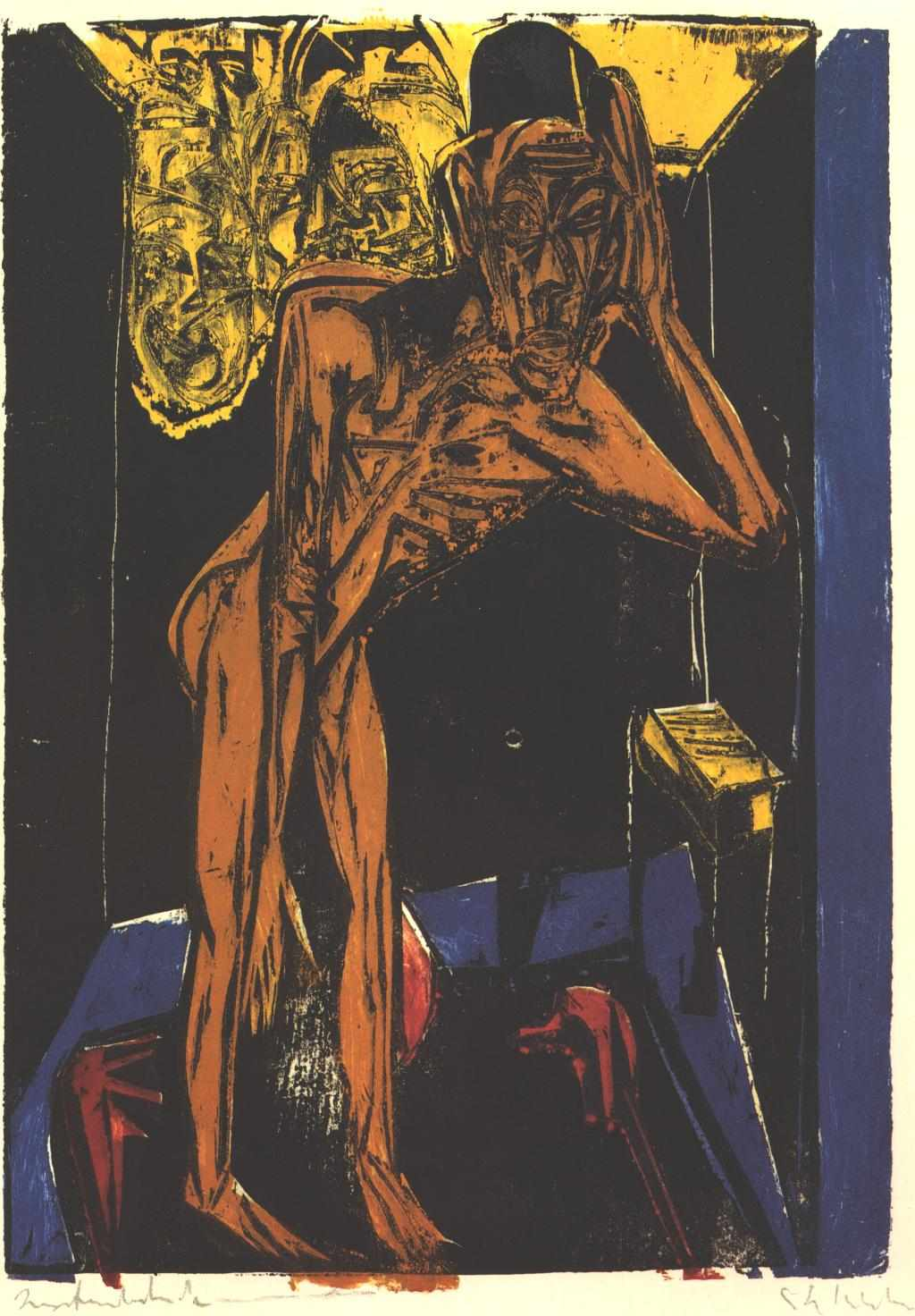
Schlemihl dans la solitude de sa chambre, gravure d'Ernst Ludwig Kirchner.

Schlémil est un terme yiddish signifiant un bon à rien ou un idiot. Dans l’humour juif c’est un archétype bien connu et ce qu’on appelle les blagues de schlémil nous le montrent en train de tomber dans les situations les plus invraisemblables. Le schlemazel est un autre mot proche de la culture yiddish qui désigne une personne victime de malchance incessante,.
Dans leur Petite histoire des Juifs les frères Tharaud ont donné cette définition : 
« Le schlémil, c’est, dans le ghetto, le maladroit, le malchanceux qui laisse toujours tomber sa tartine sur le côté beurré, celui dont on dit que, s’il faisait des cercueils, les hommes s’arrêteraient de mourir, ou que, s’il vendait de la chandelle, la nuit n’arriverait jamais. » Cependant ils ajoutent : « Mais attention! Ce Schlémil est un Juif tout de même, et maintes fois sa maladresse, sa maladresse juive finit par vaincre les obstacles devant lesquels auraient échoué tous les efforts d’un autre homme... ».